# Coppa delle Nazioni U23 UCI 2014
La Coppa delle Nazioni U23 UCI 2014 fu l'ottava edizione della competizione organizzata dalla Unione Ciclistica Internazionale. Comprendeva sette prove riservate alle squadre nazionali.

## Calendario
| Data         | Gara                                            | Vincitore          | Vincitore (Nazioni) | Leader (Nazioni) |
| ------------ | ----------------------------------------------- | ------------------ | ------------------- | ---------------- |
| 12 aprile    | Giro delle Fiandre Under-23                     | Dylan Groenewegen  | Paesi Bassi         | Paesi Bassi      |
| 16 aprile    | La Côte Picarde                                 | Jens Wallays       | Belgio              | Belgio           |
| 19 aprile    | ZLM Tour                                        | Thomas Boudat      | Francia             | Francia          |
| 10 maggio    | Campionati panamericani-Prova in linea Under-23 | Fernando Gaviria   | Colombia            | Francia          |
| 31 maggio    | Campionati asiatici-Prova in linea Under-23     | Vadim Galeyev      | Kazakistan          | Francia          |
| 13 luglio    | Campionati europei-Prova in linea Under-23      | Stefan Küng        | Svizzera            | Francia          |
| 23-30 agosto | Tour de l'Avenir                                | Miguel Ángel López | Belgio              | Belgio           |

## Classifiche
Classifica finale.
| Pos. | Paese       | Punti |
| ---- | ----------- | ----- |
| 1    | Belgio      | 60    |
| 2    | Francia     | 58    |
| 3    | Russia      | 47    |
| 4    | Colombia    | 43    |
| 5    | Norvegia    | 41    |
| 6    | Svizzera    | 39    |
| 7    | Paesi Bassi | 38    |
| 8    | Danimarca   | 37    |
| 9    | Australia   | 35    |
| 10   | Regno Unito | 27    |